# Aristaria candalis
Aristaria candalis är en fjärilsart som beskrevs av William Schaus 1906. Aristaria candalis ingår i släktet Aristaria och familjen nattflyn. Inga underarter finns listade i Catalogue of Life.